# Rocío de Santiago
Rocío de Santiago (Mazatlán, Sinaloa, 12 de mayo de 1999) es una actriz mexicana de televisión. Ha participado en varias series de televisión y telenovelas producidas por Televisa como Doña Flor y sus dos marido, S.O.S me estoy enamorando, Perdona nuestros pecados, entre otras.
Durante su trayectoria como actriz ha participado en más de 300 capítulos.

## Trayectoria
Estudió en la Universidad Tecmilenio y el Centro de Educación Artística. Antes de comenzar su carrera actoral fue reina del Carnaval de Mazatlán en 2015, posteriormente apareció en varias series como La Parodia, La rosa de Guadalupe y El privilegio de mandar, también en la segunda temporada de Simón dice, donde interpretó a Cris, «la hija de Simón que viene a transformar su vida».
En 2019, fue seleccionada para participar en la serie Doña Flor y sus dos maridos. Posteriormente apareció en Te doy la vida donde interpretó a Inés, Durante el rodaje de la telenovela fue diagnosticada con COVID-19, noticia que fue emitida por el personal de la productora. Desde 2023 participa en la producción de la telenovela Perdona nuestros pecados donde personifica a Antonia Martínez. En este papel, Martínez es hija de Silvia (Marisol del Olmo) y hermana de Andrés (Emmanuel Palomares).

## Filmografía

### Telenovelas y series de televisión
| Año       | Telenovela                         | Personaje                 | Notas        |
| --------- | ---------------------------------- | ------------------------- | ------------ |
| 2025      | Me atrevo a amarte                 | Paloma Pérez-Soler Paz    | 85 capítulos |
| 2024      | Fugitivas, en busca de la libertad | Lisset Parra              |              |
| 2023      | Esta historia me suena             |                           | 1 capítulo   |
| 2023      | Perdona nuestros pecados           | Antonia 'Toñita' Martínez | 83 capítulos |
| 2021-2022 | S.O.S me estoy enamorando          | Cecilia "Ceci"            | 95 capítulos |
| 2021      | Como dice el dicho                 | Isabela                   | 1 capítulo   |
| 2020      | Te doy la vida                     | Hermana Inés              | 82 capítulos |
| 2019      | Doña Flor y sus dos maridos        | París                     | 68 capítulos |
| 2019      | La rosa de Guadalupe               | Luisa                     | 1 capítulo   |
| 2019      | Simón dice                         | Cris                      |              |